# 2001: أوديسة الفضاء
2001: أوديسة الفضاء آو «2001: ملحمة الفضاء» (1968) هي رواية خيال علمي كتبها أرثر تشارلز كلارك، كتبت بالتزامن مع إخراج ستانلي كوبريك لفلم يحمل نفس اسم الرواية ونشرت بعد عرض الفلم. القصة مبنية على قصص قصيرة كتبها أرثر تشارلز كلارك، خاصة قصة «الحارس» (كتبت سنة 1948 لمسابقة لقناة البي بي سي لكنها نشرت لأول مرة سنة 1951 تحت عنوان «حارس الخلود»).

## القصة
تدور القصة عندما قام بعض العلماء بعثور على مسلة مجهولة مدفونة تحت سطح القمر تم تقدير عمرها بما لا يقل عن ثلاثة ملايين عام. واشتد ذهول العلماء عندما وجدوا أن المسلة بعد الكشف عنها تصدر إشارات قوية باتجاه كوكب زحل. تساءل العلماء عن السبب وراء هذه التحذيرات. ومن أجل ذلك تم إعداد مركبة فضائية أطلق عليها اسم «ديسكفري» أو «الاكتشاف» وجهزت بطاقم على درجة فائقة من التدريب، كما زودت بكمبيوتر تمت برمجته على غرار العقل البشري. وأطلقت المركبة الفضائية إلى الفضاء باحثة عن سر هذه المسلة. فترى إلى ماذا ستصل هذه المركبة؟

## الموضوعات

### مخاطر التكنولوجيا
تكشف أوديسة الفضاء 2001 حقيقة التقدم التكنولوجي: من جانبيه السلبي والإيجابي، وعوده ومخاطره. يعرض جهاز الكمبيوتر 9000 هال المشكلات التي يمكن أن تؤدي إليها بناء آلات والاعتماد عليها، حيث لا يُفهم فيها عمل الأجزاء الداخلية الدقيقة وبالتالي لا يمكن التحكم فيها بشكل كامل.

### مخاطر الحرب النووية
يكشف الكتاب المخاطر المتعلقة بالإشعاع الذري. في الرواية، يؤخذ بعين الاعتبار أن الحرب الباردة لا تزال مستمرة، وفي نهاية الكتاب يُحدد موقع واحد للأسلحة النووية فوق الأرض على منصة مدارية، لاختبار قدراتها، يقوم نجم الطفل بإطلاق رأس صاروخ يدور حول الأرض ويخلق ضوءًا عالياً كالفجر في نهاية الرواية، يلاحظ روجر إيبرت أن كوبريك كان ينوي أن تكون أول سفينة فضاء شوهدت في الفيلم في الأصل منصة قنابل تدور في مدارات، حيث قررَ أن تكون القصة أكثر غموضًا وأن يترك معنى السفينة غير واضح! بحيثُ احتفظ كلارك بهذه الحقيقة وذكرها بوضوح في نهاية الرواية.

### التطور
تعرض الرواية نظرة عامة بانورامية عن التقدم البشري. تَتبع القصة نمو الحضارة الإنسانية من البشر البدائيين إلى يومنا هذا، بطريقة متسلسلة، لا تهتم أوديسة الفضاء بالتطور الذي أدى إلى تطور البشرية فحسب، بل أيضًا بالتطور الذي قد تمر به البشرية في المستقبل. ومن ثم، يظهر بومان الذي تحول إلى نجم الطفل. تؤكد في الرواية نظرية التطور على أن الحضارة الإنسانية ليست النهاية، هي مجرد خطوة من عملية التطور. ويطرح الكتاب إحدى الطرق التي قد تستمر بها هذه العملية وهي أن البشر سيعتادون في النهاية الانتقال والتخلص من الشكل المادي المعتاد إلى أجساد الروبوتات.

### استكشاف الفضاء
عندما أُصدرَ أوديسة الفضاء في عام 2001 لم تكن قدم بشرية قد وطأت سطح القمر بعد. كانت برامج استكشاف الفضاء في الولايات المتحدة والاتحاد السوفيتي في بداياتها. ما فسحه مجالًا واسعًا لتخيل مستقبل برامج الفضاء. قدمَ أوديسة الفضاء الرؤية الأولى لهذا المستقبل، إذ رسم لمحة عما يمكن أن يصبح عليه استكشاف الفضاء يومًا ما. وصفَ الرحلات الطويلة مثل الرحلات المأهولة إلى زحل، والتقنيات المتقدمة مثل الرسوم المتحركة المعلقة في الرواية.

### الذكاء الاصطناعي
يثير الكتاب تساؤلات مهمة حول الوعي، والعاطفة، والتفاعلات البشرية مع الآلات. يتناقض تصرف هال المفيد مع سلوكه الخبيث، ومن ثم يتعطل في جزء كبير من الفيلم، وفي نهاية الرواية نتعلم أن سلوك هال الغريب ينبع من تضارب غير لائق مع أوامره. بعد أن توجه بعدم الكشف عن طبيعة مهام طاقمه، فإنه يعتقد أن وجودهم يمثل تهديدًا للمهمة، وهو شاغله الأول. يعود هال إلى حالة طفولية حيث يقوم ديف بإغلاقه فيعكس جوانب من الموت البشري، وخوفه المفرط يجعل ديف يتردد في الإغلاق.

### تجهيزات السفر إلى الفضاء
كُتبت الرواية عن قصد لإعطاء القارئ ألفة حركية تقريبية بتجربة السفر إلى الفضاء والتقنيات التي تمت مواجهتها، وقدمت أجزاء كبيرة من الرواية وصفاً تفصيليًا لهذا، وناقشت ميكانيكا المدارات والمناورات المرتبطة بالسفر إلى الفضاء بدقة علمية كبيرة. تعطي الحياة اليومية لبومان وبول على متن ديسكفري ون بالتفصيل انطباعًا عن أنماط الحياة المزدحمة والدنيوية مع القليل من المفاجآت حتى عطل هال. تُصوَّر رحلة الدكتور فلويد إلى المحطة الفضائية الأولى بإدراك النقاط الدقيقة مثل تجربة إطلاق مكوك فضائي، والصلصات اللاصقة المستخدمة لإبقاء الطعام ثابتًا في مكانه على الطبق، وحتى المرحاض حيث تنعدم الجاذبية.

## الشخصيات

### الشخصيات الرئيسية
- مون واتشر: أسترالوبيثكس أفريكانوس إنسان قرد عاش في أفريقيا الاستوائية الجافة، منذ حوالي 3,000,000 سنة مضت. كان جنسه معرضاً للانقراض، ولكن شُبّه تدخل منليث وزملاؤه ببدايات ذكاء أعلى. ثم بدأت الأمور بالتطور.[5]

## وصلات خارجية
- نسخة مترجمة للكتاب من قبل مؤسسة هنداوي للتعليم والثقافة